# J.B. Priestley

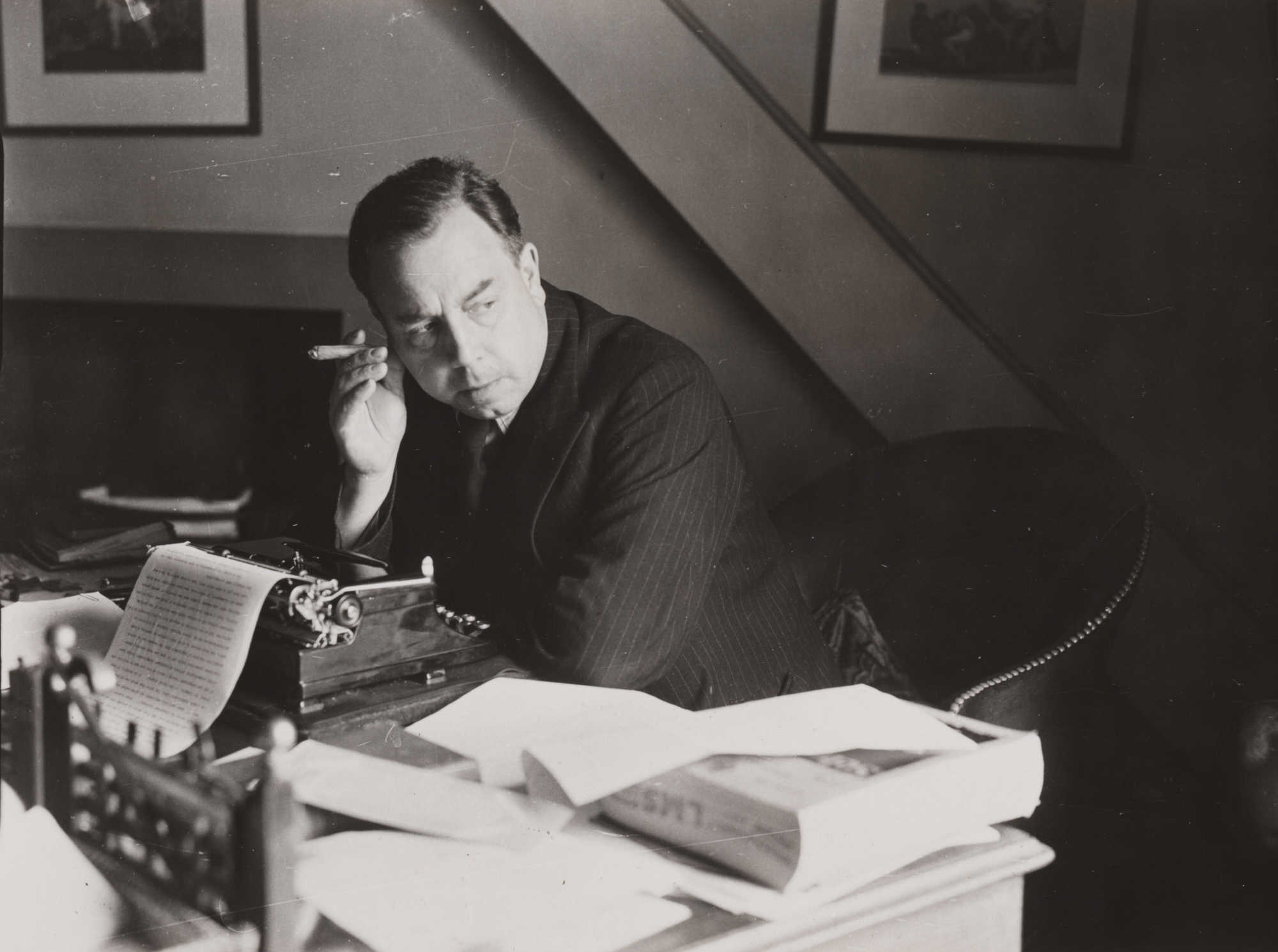
J.B. Priestley, 1940

John Boynton Priestley (Bradford, 13 september 1894 – Stratford-upon-Avon, 14 augustus 1984) was een Engels roman- en toneelschrijver.
Priestleys vader was leraar, zijn moeder overleed toen hij nog jong was. Na het gymnasium ging hij in de wolhandel, maar hij kreeg al snel de ambitie om schrijver te worden.
Tijdens de  Eerste Wereldoorlog diende hij in het leger en raakte driemaal gewond. Na de oorlog  bezocht hij de Universiteit van Cambridge en in 1922 werd hij journalist in Londen. Hij droeg bij aan diverse bladen en verzamelingen van zijn prozastukken en gedichten werden ook gepubliceerd. 
Zijn eerste roman, Benighted, verscheen in 1927; de Amerikaanse titel van dit boek was The Old Dark House, en onder die titel werd het in 1932 ook verfilmd. Farthing Hall (1929) schreef hij samen met Hugh Walpole.
Echt succesvol werd hij echter met de roman The Good Companions (1929), waarmee hij de prestigieuze James Tait Black Memorial Prize won, en met het in 1930 verschenen Angel Pavement.  
Hij waagde zich vervolgens aan het schrijven voor het theater en werd hier ook zeer succesvol mee. Hij bewerkte 'The Good Companions'  voor het toneel. De productie hiervan vond plaats in 1931. Andere stukken zijn Dangerous Corner (1932) en An Inspector Calls, zijn bekendste stuk (1946). Het werd verfilmd in 1954, 1982 en 2015.
Priestley schreef verder nog een 60-tal boeken in diverse genres en ruim 40 toneelstukken. Tijdens de Tweede Wereldoorlog sprak hij ook regelmatig voor de BBC-radio. 
Priestley is driemaal getrouwd geweest en had uit die huwelijken vier dochters en een zoon.